# Monteprandone
Monteprandone is een gemeente in de Italiaanse provincie Ascoli Piceno (regio Marche) en telt 10.733 inwoners (31-12-2004). De oppervlakte bedraagt 26,4 km², de bevolkingsdichtheid is 407 inwoners per km².

## Demografie
Monteprandone telt ongeveer 3285 huishoudens. Het aantal inwoners steeg in de periode 1991-2001 met 14,0% volgens cijfers uit de tienjaarlijkse volkstellingen van ISTAT.
| Jaar | Inwoneraantal |
| ---- | ------------- |
| 1991 | 9084          |
| 2001 | 10.354        |

## Geografie
Monteprandone grenst aan de volgende gemeenten: Acquaviva Picena, Colonnella (TE), Controguerra (TE), Martinsicuro (TE), Monsampolo del Tronto, San Benedetto del Tronto.
Acquasanta Terme · Acquaviva Picena · Appignano del Tronto · Arquata del Tronto · Ascoli Piceno · Carassai · Castel di Lama · Castignano · Castorano · Colli del Tronto · Comunanza · Cossignano · Cupra Marittima · Folignano · Force · Grottammare · Maltignano · Massignano · Monsampolo del Tronto · Montalto delle Marche · Montedinove · Montefiore dell'Aso · Montegallo · Montemonaco · Monteprandone · Offida · Palmiano · Ripatransone · Roccafluvione · Rotella · San Benedetto del Tronto · Spinetoli · Venarotta
1. ↑  https://demo.istat.it/?l=it.